# Wadella
Wadella es un género de foraminífero bentónico de la subfamilia Victoriellinae, de la familia Victoriellidae, de la superfamilia Planorbulinoidea, del suborden Rotaliina y del orden Rotaliida. Su especie tipo es Carpenteria hamiltonensis. Su rango cronoestratigráfico abarca el Runanganense (Eoceno superior).

## Clasificación
Wadella incluye a las siguientes especies:
- Wadella globiformis †
- Wadella hamiltonensis †